# Остен-Сакен, Георгий Алексеевич
Георгий Алексеевич фон-дер Остен-Сакен (1888, Санкт-Петербург — 1937, Казань) — советский хозяйственный деятель.

## Биография
Барон. Поручик.
Образование — Виленское юнкерское училище, Вольский кадетский корпус, курсы бухгалтеров Побединского.
С 1908 г. — служил чиновником в Государственной Думе, с 1914 — доброволец на фронте Первой мировой войны в чине унтер-офицера, затем поручика, был тяжело ранен, награждён двумя Георгиевскими крестами. Офицер I лейб-гвардии гренадерского полка.
В 1918 году уволен со службы, вступил добровольцем в Красную армию. Служил командиром роты 169 стрелкового полка, казначеем и помощником начальника снабжения 19 стрелковой дивизии, Башкирской бригады. В 1922 году после демобилизации работал в Рыбинске, Петрограде в милиции, транспортной ЧК.
Несколько раз арестовывался, как представитель знати.
В 1922—1923 годах — бухгалтер 1 разряда Петрозаводского инспекторского таможенного участка, бухгалтер Петрозаводской таможни. Председатель месткома.
В конце 1922 года основал первое спортивное общество Петрозаводска под названием «Яхт-клуб» Общество готовило как спортсменов-яхтсменов, так и лыжников, конькобежцев.
С 1923 года — работал в советских учреждениях Петрограда.
С 1932 года был заместителем и директором трудового профилактория в посёлке Свирском Ленинградской области.
В феврале 1933 года был арестован по обвинению во вредительстве, выслан в ссылку в Тотьму, в октябре 1934 — переведен в Вологду. 4 апреля 1935 г.— досрочно освобожден.
Жил в Казани, работал заведующим мастерской фанерной игрушки. В мастерской Остен-Сакена из отходов фанеры изготовлялись ёлочные игрушки на тему «Колхоз», «Красная Армия», «Сказка о рыбаке и рыбке».
В 1937 году власти сочли игрушки серии «Красная Армия» «контрреволюционными», так как легко ломались.
5 июля 1937 года был арестован, 13 декабря приговорен к высшей мере наказания, 16 декабря 1937 года расстрелян в Казани. Похоронен на Архангельском кладбище.

## Семья
Отец — Алексей Александрович фон дер Остен-Сакен (1856—после 1935).
Жена — Эллисон Евгения Александровна (1897—после 1949). В 1930-х гг. работала доцентом и ассистентом по кафедре иностранного языка в институтах Ленинграда. В апреле 1935 года — выслана в Вологду. Дочь — Остен-Сакен Елена Георгиевна, в середине 1920-х годов — арестована и заключена в Лефортовскую тюрьму, в январе 1926 — находилась в Лефортовской тюремной больнице.
В марте 1935 года отец Георгия Алексеевича вместе с женой, Остен-Сакен Еленой Георгиевной (1864—после 1935) и сыном Алексеем, был выслан в Казахстан. 
Сестра, Варвара Алексеевна (1897/1899-—1937), в замуж. Золигер, была арестована в 1924 году, затем в 1935 году осуждена как «социально опасный элемент» на 5 лет ссылки, которую отбывала в Саратове; в 28 октября 1937 году опять арестована, приговорена за «антисоветскую агитацию» к высшей мере наказания и расстреляна в Саратове 21 ноября 1937 года. 

## Адреса проживания
- г. Петроград, Фонтанка, 52 кв. 6
- г. Казань, Товарищеская ул., д. 4, кв. 1.